# مورگان سی. همیلتون
مورگان سی. همیلتون (به انگلیسی: Morgan C. Hamilton) سناتور سابق عضو حزب جمهوری‌خواه ایالات متحده آمریکا بود. وی در سال ۱۸۷۰ تا ۱۸۷۳ و ۱۸۷۳ تا ۱۸۷۵ و ۱۸۷۵ تا ۱۸۷۷ میلادی سناتور ایالت تگزاس در سنای ایالات متحده آمریکا بود.